# Wolgast
Wolgast è la città più nordorientale della Germania. Fa parte del circondario della Pomerania Anteriore-Greifswald ed è la sede dell'Amt Am Peenestrom. È una delle 18 città di dimensioni medie del Land Meclemburgo-Pomerania Anteriore.

## Geografia fisica
Wolgast si stende per gran parte sulla riva occidentale del Peenestrom, uno dei bracci di mare del Mar Baltico, che separa l'isola di Usedom dalla terraferma. La frazione di Mahlzow è sull'isola, collegata al resto di Wolgast da due ponti, per cui la città è anche chiamata "Porta dell'isola di Usedom". A circa tre chilometri a sudovest della città, vicino a Ziesaberg, sfocia il fiume Ziese nel Peenestrom.

### Sobborghi
A Wolgast appartengono le frazioni di:
- Altstadt
- Mahlzow (sull'isola di Usedom)
- Tannenkamp
- Weidehof
- Wolgast-Nord
- Wolgast-Süd

## Storia

### Nome
Il nome Wolgast potrebbe essere stato il nome di persona Voligost in polabo antico, la cui seconda parte gość ha il significato di "ospite" od anche "amico". Il nome indica perciò qualcuno: «… che ha un grande amico».
Wilhelm Ferdinand Gadebusch partì anche da groß come significato della prima sillaba (woly), gast deve però essere il significato di o "boschetto", da cui discende "Gran boscaglia" (Großer Hain).
Il nome della località mutò nel 1165 da Hologosta a Woligost dall'originale del 1140 Wologost così nel 1229 divenne Wolegast o Wolgust, quindi dal 1250 ad oggi nella versione germanizzata di Wolgast.

### Medioevo

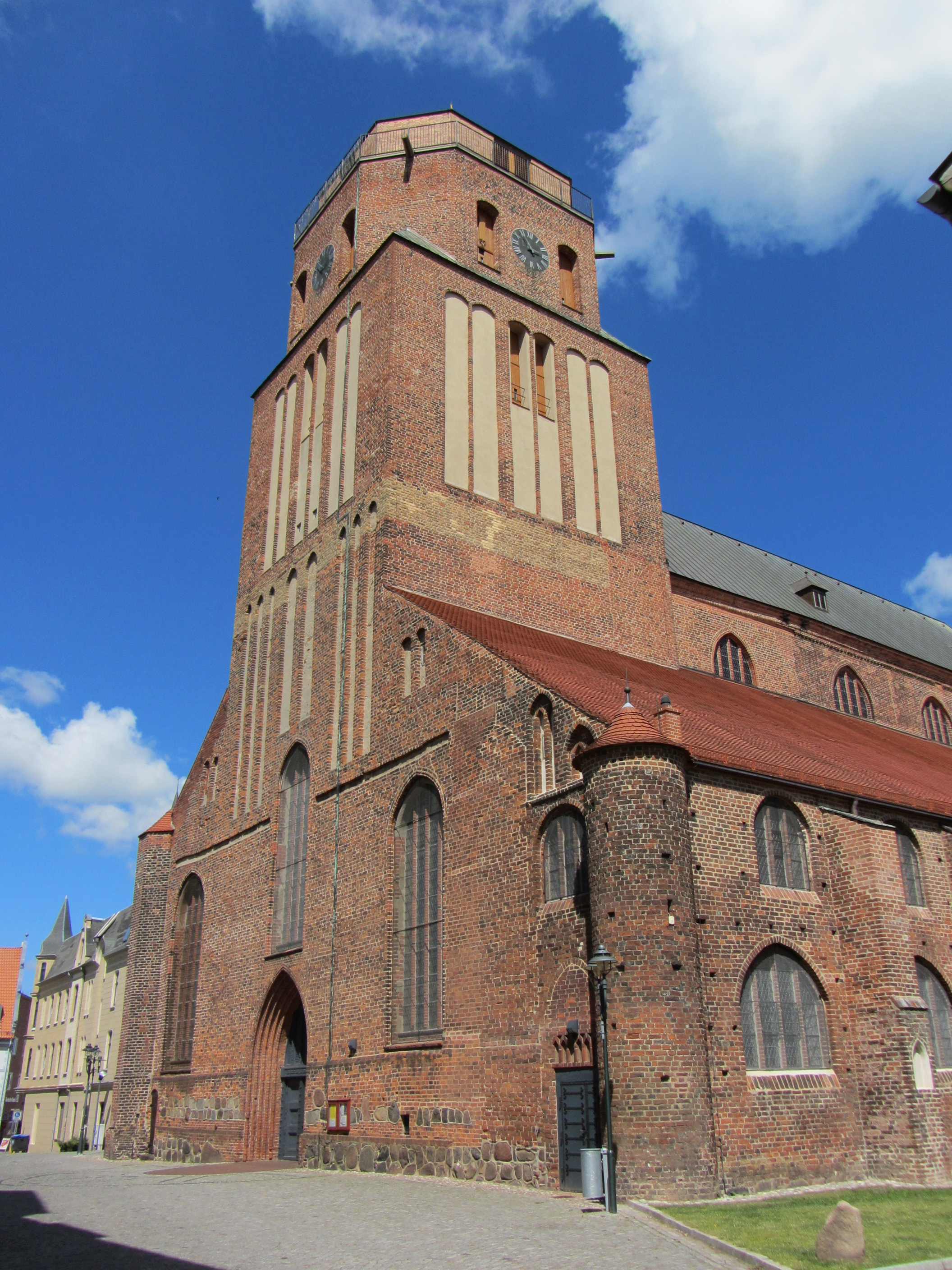
Wolgast: chiesa di San Pietro.

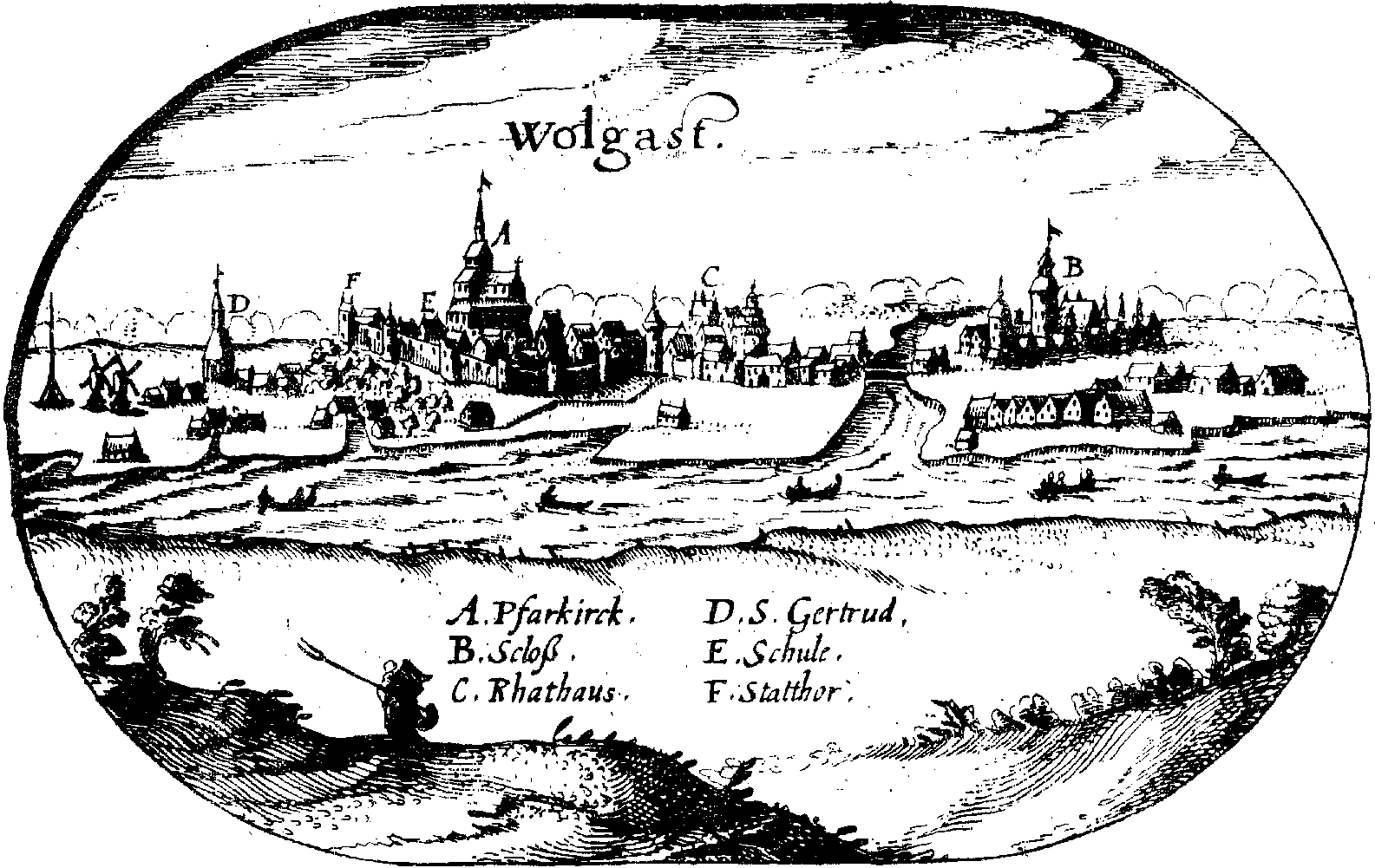
Wolgast all'inizio del XVII secolo sulla Carta di Lubecca

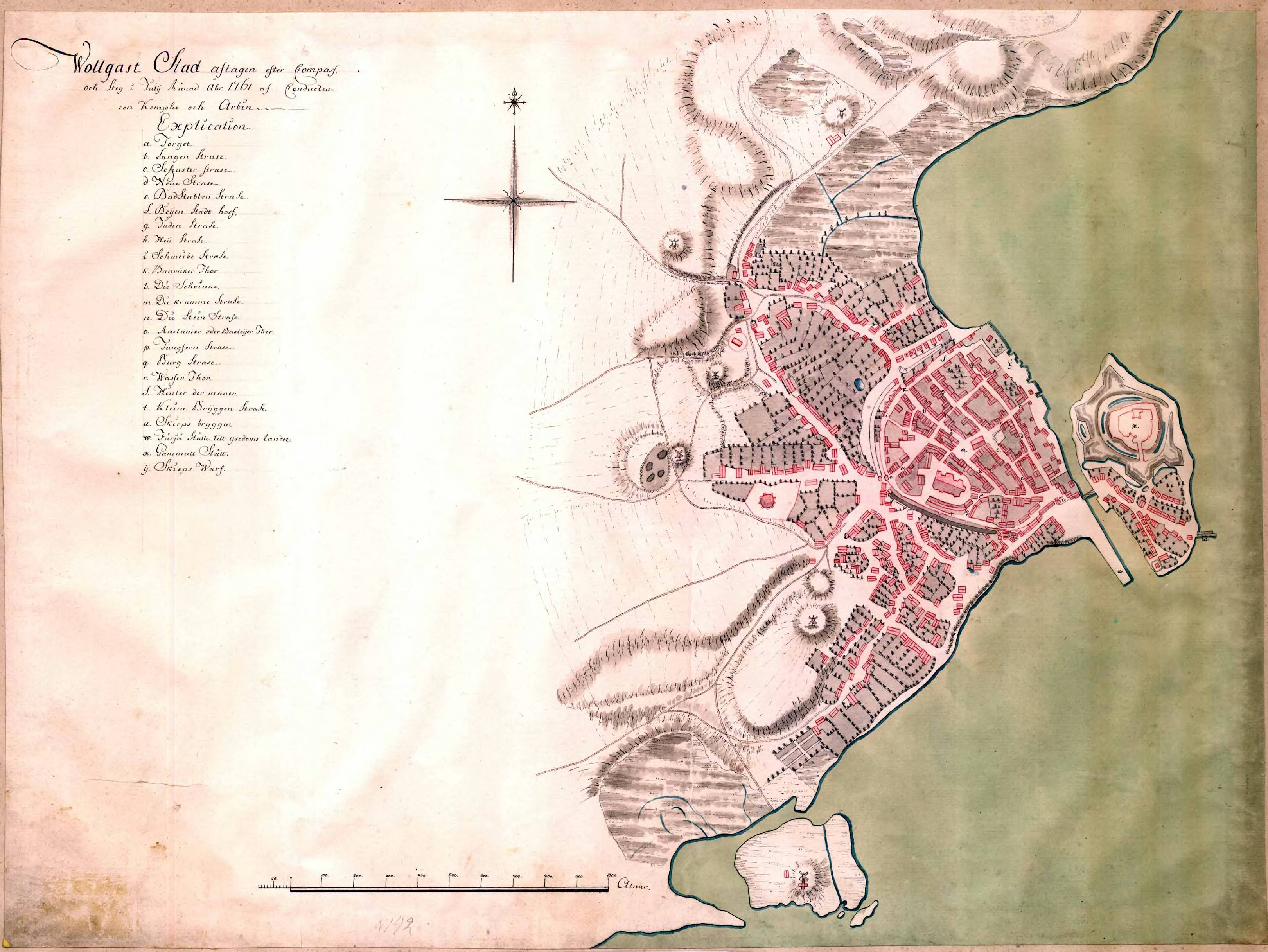
Wolgast verso il 1760

La zona di Wolgast apparteneva al territorio di insediamento dei Liutici, successivamente divenuto ducato di Pomerania.
Il luogo devenne originariamente per la prima volta citato nel 1123 come località mercantile e doganale. Qui si trovava il tempio del dio slavo Jarovit. Questo fu distrutto dal vescovo cattolico (e poi santo) Ottone di Bamberga nel suo secondo viaggio di missione nella zona, nel 1128.
Fu presumibilmente sulle sue rovine che egli fece erigere la chiesa di San Pietro.
Wolgast ricevette dal duca Boghislao VI nel 1282 la conferma del privilegio di città soggetta al diritto di Lubecca. Il primo conferimento di questo diritto avvenne fra il 1250 ed il 1259.
Dal 1296 al 1625, dopo la spartizione del ducato di Pomerania in Pomerania-Stettino e Pomerania-Wolgast la città fu sede della linea ducale di quest'ultima.
La residenza ducale, il castello di Wolgast, fu una delle più significative dimore rinascimentali tedesche. Esso si trovava su un'isola del Peenestrom fra la terraferma e l'isola di Usedom, che fino ai giorni nostri era chiamata "isola del Castello".
Gli ultimi resti del castello scomparvero dalle riproduzioni della città verso il 1820. Interessanti da vedere sono rimaste la chiesa di San Pietro con la cripta e la "cappella di Gertrude" nel cimitero, un gioiello architettonico.
Wolgast fu membro della Lega Anseatica, ma non ebbe mai una grande importanza all'interno della medesima. Alla vicinanza ai signori del territorio grazie alla loro locale residenza non consentì comunque alla città l'indipendenza e l'autonomia che invece raggiunsero altre città.

### Dal XVI al XIX secolo

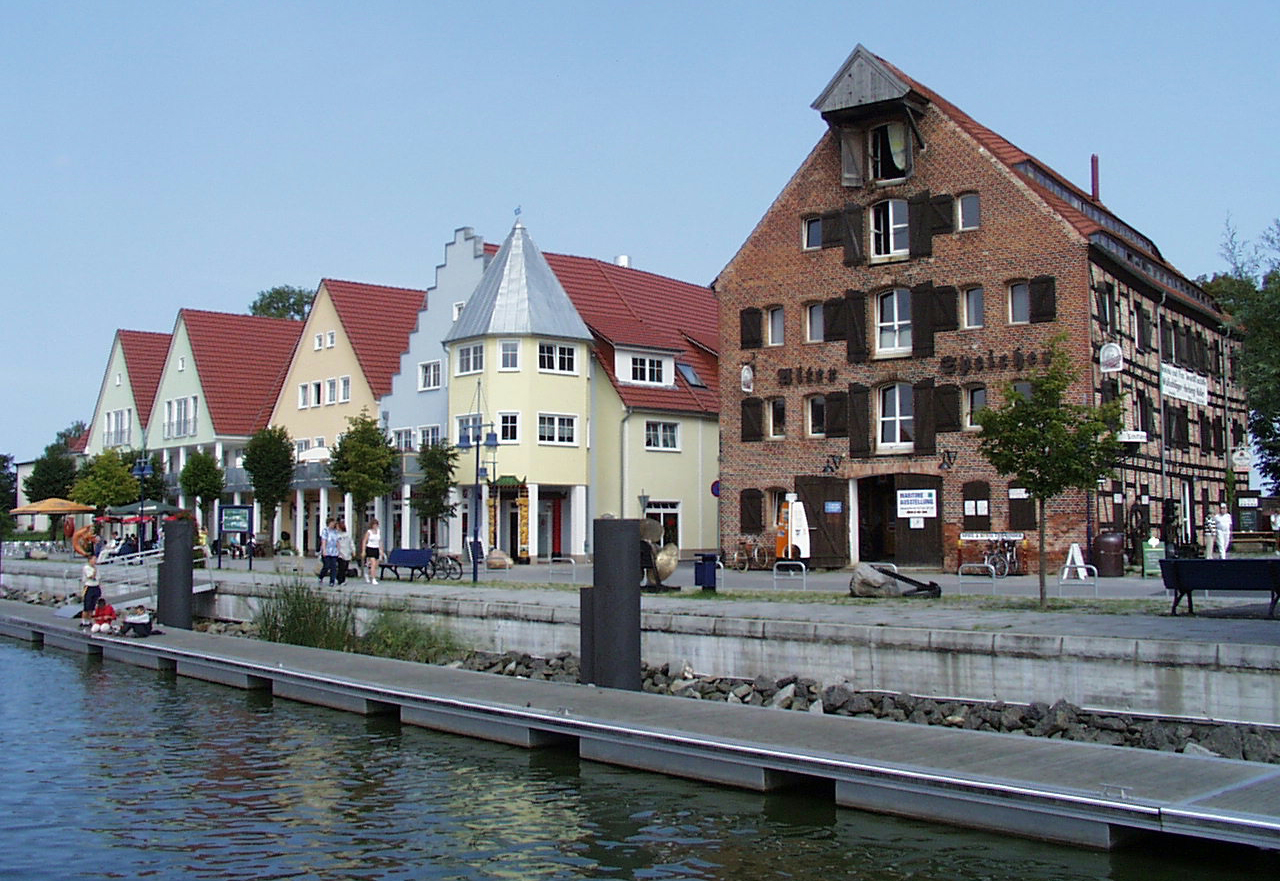
Wolgast: Magazzini dell'antico porto

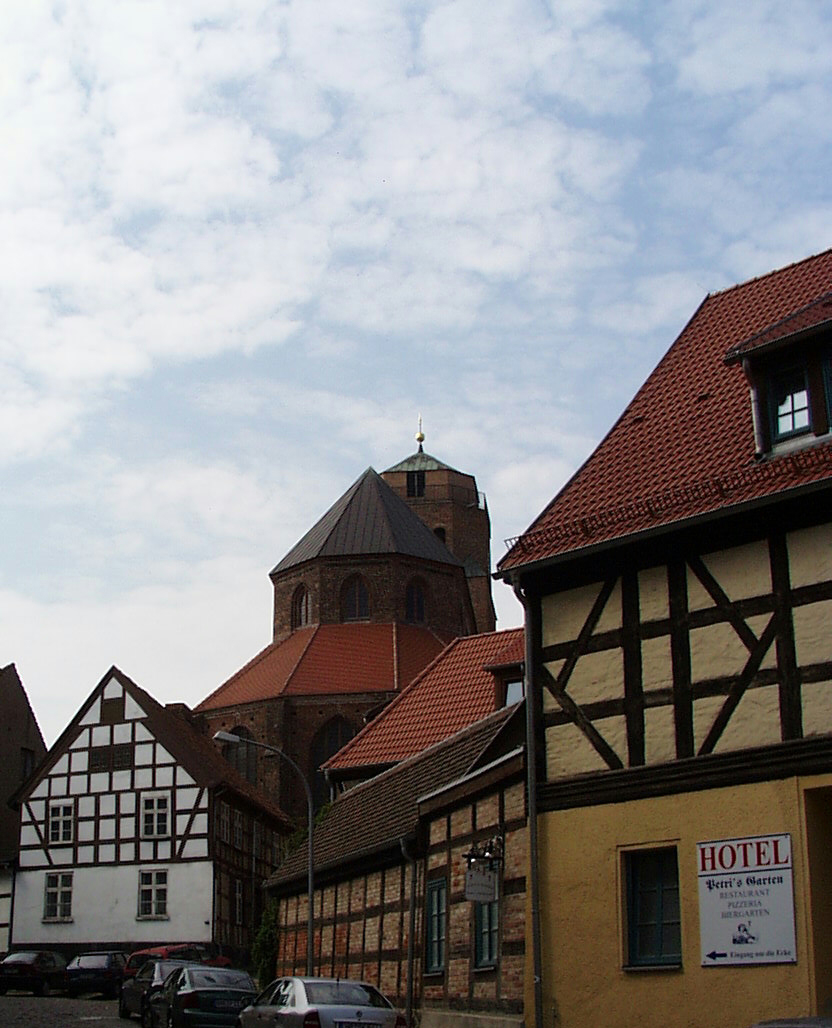
Case a graticcio in Wolgast

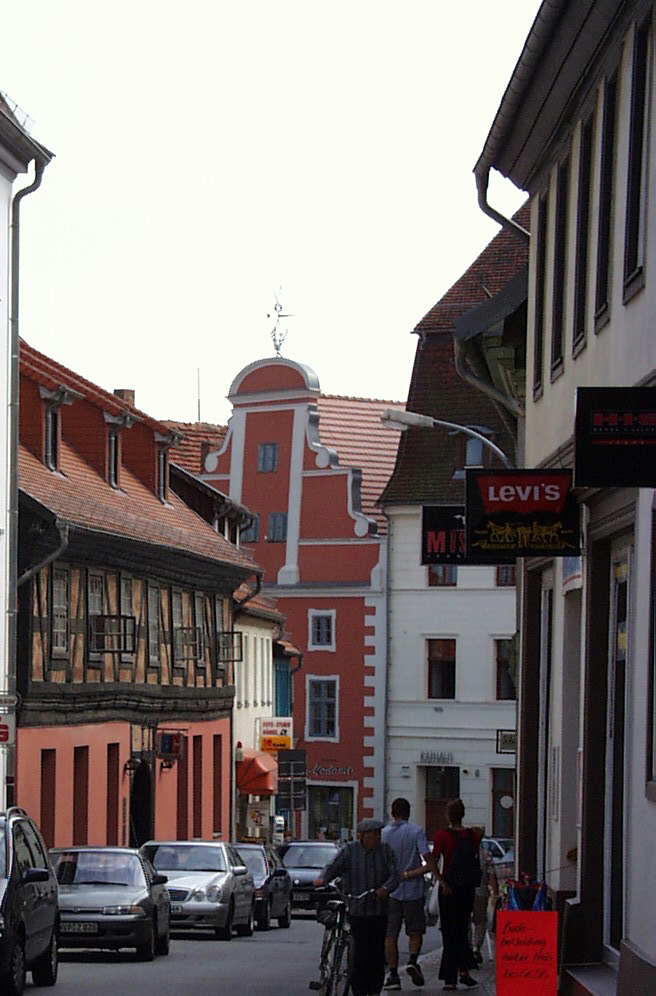
Strada in Wolgast, con frontone a timpano sullo sfondo

Il re danese Cristiano IV sbarcò con il suo esercito, nel corso della guerra dei trent'anni, poco distante dalla città. Dopo essere avanzato nell'entroterra, Cristiano occupò la città ma venne costretto alla scontro aperto dalle forze di Wallenstein. Schiacciato dalla superiorità numerica e dai cannoni degli imperiali, il re di Danimarca venne pesantemente sconfitto il 12 agosto 1628 in battaglia e riuscì a stento ad evitare la cattura.
Nel 1630 La Svezia occupò in primavera prima l'isola di Rügen, sbarcò poi in giugno con il re di Svezia Gustavo Adolfo II sull'isola di Usedom, occupò la città di Wolgast e respinse subito dopo le truppe imperiali di occupazione del ducato di Pomerania fino all'estate del 1631.
Dalla fine di quella guerra (1648) fino al Congresso di Vienna (1815) la città si trovò, come l'intera Pomerania Anteriore, sotto il dominio svedese e cadde nell'oblio come centro ma ebbe alcuni benefici fiscali come sede dalla dogana. Il castello ducale decadde e venne utilizzato come fonte di materiale da costruzione per le case cittadine. Nel 1713 la città fu incendiata dai russi di Pietro il Grande nel corso della grande guerra del Nord. In quella occasione ciò che rimaneva del castello andò totalmente distrutto, come numerose case cittadine. Da ciò ebbe origine l'attuale struttura barocca di Wolgast, con il suo antico Municipio, che ne è un significativo esempio nell'ampio sviluppo di vie medievali. Tra i pochi edifici di valore architettonico non distrutti da quell'incendio vi è la chiesa di San Pietro.
Dalla fine del XVIII secolo ebbe origine una nuova ripresa economica grazie al commercio ed all'industria, con magazzini e centri mercantili. Verso la metà del XIX secolo gli armatori residenti a Wolgast disponevano di oltre venti navi mercantili.
Particolarmente significativi come ben riuscite costruzioni a graticcio furono i due grossi magazzini di cereali affacciatisi sul porto della città: essi furono eretti con le ultime pietre del castello.
Il grande magazzino di granaglie del grossista Wilhelm Homeyer, sito sin dal 1843 in prossimità del cantiere navale sul fiume Peene, subì la notte fra il 6 ed il 7 giugno del 2006 un incendio doloso che lo distrusse totalmente.

### Dal XX secolo
Wolgast sopravvisse alla seconda guerra mondiale senza patire grandi distruzioni.
Ai tempi della Repubblica Democratica Tedesca (DDR) il cantiere navale sul Peene fu eretto in città. Esso fu destinato alla costruzione di imbarcazioni militari ed impiegava circa 3.500 addetti. Wolgast divenne per questo un luogo di supporto per la Marina. Amministrativamente Wolgast divenne capitale dell'omonimo circondario nella provincia di Rostock. Nel 1989 il numero di abitanti della città ammontava a circa 17.000.
Dopo la riunificazione della Germania il centro storico della città e l'isola del Castello furono sottoposti a completa restauro e l'immagine della città con il suo municipio modernizzato e gli edifici dei magazzini è decisamente migliorata.
Dopo la riunificazione le forze armate navali furono ritirate. Nel quadro della riforma territoriale militare del Land Meclemburgo-Pomerania Anteriore, nel 1994 il circondario di Wolgast fu unito a quelli di Anklam e di Greifswald per formare quello della Pomerania Anteriore Orientale, la cui capitale è Anklam.
A causa dell'emigrazione dovuta alla disoccupazione, dall'inizio degli anni novanta Wolgast ha perduto numerosi abitanti.

## Cultura e luoghi d'interesse

### Musei
- Il "Museo cittadino del macinacaffè" è un fabbricato quadrato a graticcio di due piani, con basamento in pietra, del XVII secolo e con un interessante tetto a padiglione
- Il Rungehaus è la casa natia del pittore Philipp Otto Runge.

### Edifici
- Centro storico restaurato

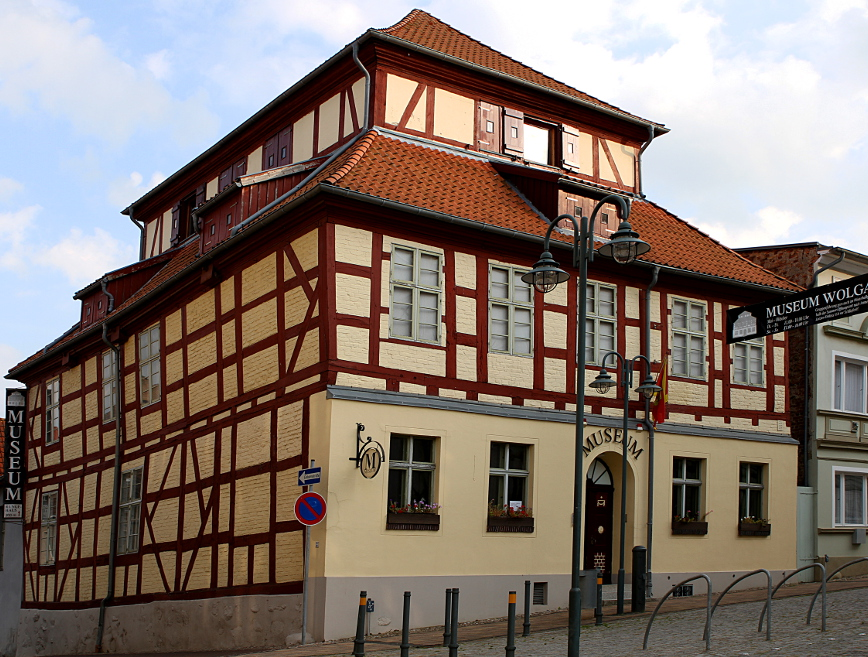
Wolgast: il Museo della città

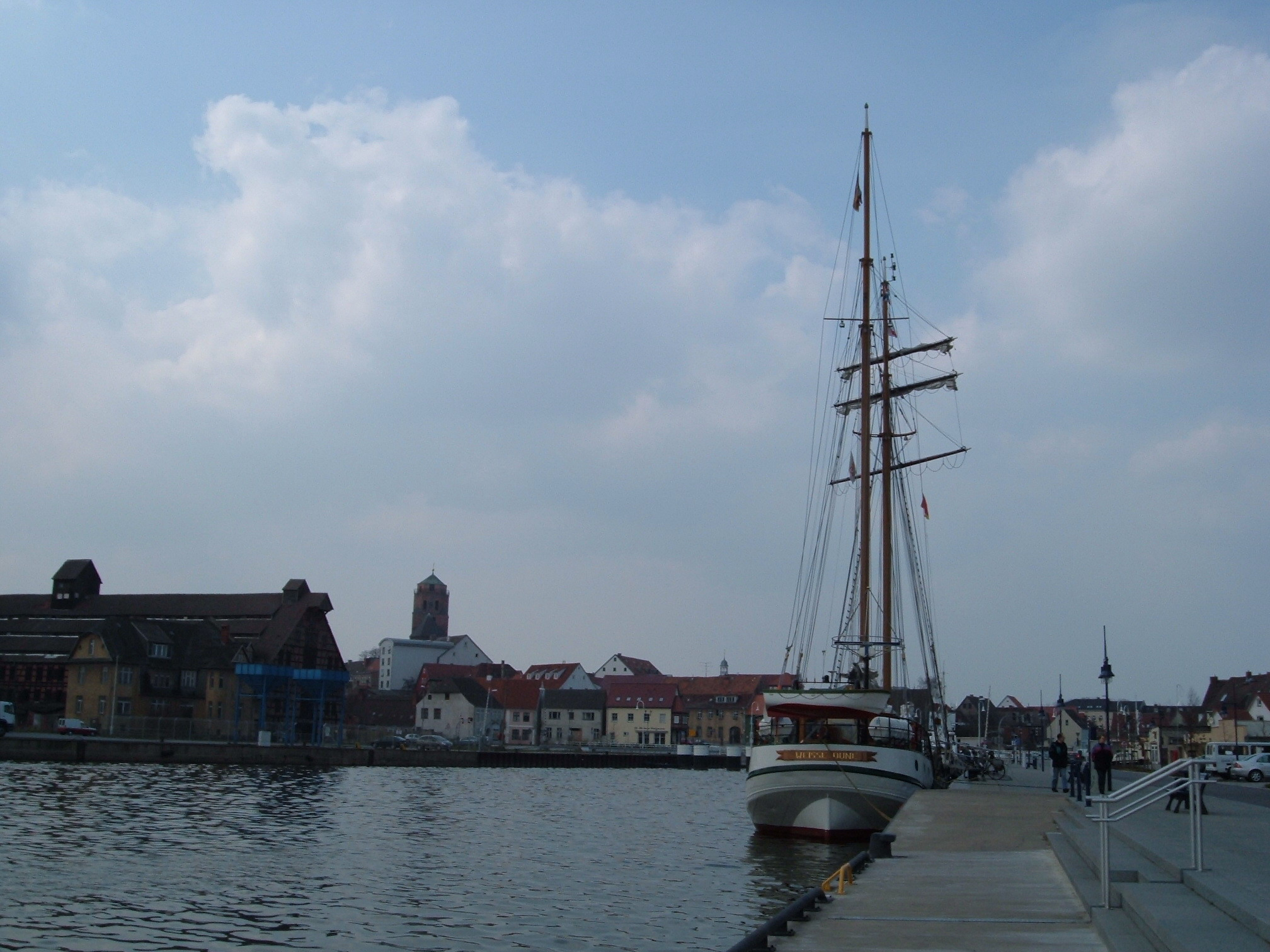
Il porto

- La chiesa di San Pietro. Essa fu eretta fra il 1280 ed il 1350 in stile gotico e fino all'inizio del XV secolo modificata in basilica a tre navate. Nella cripta del 1587 (visitabile) si trovano i sarcofagi degli ultimi sette appartenenti alla famiglia ducale di Pomerania-Wolgast. Dopo l'incendio del 1713 la chiesa fu ricostruita. Dalla chiesa si gode una bella vista sulla città.
- La chiesa del Cuore di Gesù fu eretta nel 1910 ed è la chiesa dei cittadini di Wolgast di fede cattolica che, insieme ai cattolici di Anklam appartengono alla comunità ecclesiastica del Salvatore
- Il municipio storico (Historisches Rathaus Wolgast) è un edificio a due piani in laterizio il cui attuale aspetto è dovuto alla ricostruzione avvenuta fra il 1718 ed il 1724. La torre a lanterna barocca del frontone risale al 1780.
- La Cappella di Gertrude è una chiesa del XV secolo. La cappella gotica fu eretta come parte centrale dodecagonale in laterizio e ricorda il Santo Sepolcro di Gerusalemme. Il duca Wartislaw IX di Pomerania la fece erigere nel 1420 fuori delle mura della città come ospedale.
- La cappella di St. Jürgen,[11] è una chiesa in laterizio a una sola navata risalente al XV secolo
- La casa tardo-gotica al numero civico 9 di Burgstraße risale al XVI secolo
- Il monumento degli anni cinquanta, al di sopra della Banhofstraße, in onore delle vittime del fascismo fra le quali vi sono socialdemocratici, comunisti ed ebrei
- La fontana del mulino ad acqua è un esemplare scultura del 2001
- L'edificio, sede bancaria, al n. 2 della Rathausplatz (piazza del Municipio) è stata disegnata dall'architetto Hans Poelzig (1869 – 1936), autore della I.G.-Farben-Haus di Francoforte sul Meno e della Haus des Rundfunks di Berlino.

### Strutture per il tempo libero
- Nella zona settentrionale della città c'è lo zoo (Tierpark Tannenkamp)
- Fra l'isola del castello ed il mercato del pesce si trova il Museo del Porto, la cui attrattiva principale è la nave passeggeri Stralsund, varata oltre un secolo fa.
- Sulla riva del Peenestrom si trova il Dreilindengrund, utilizzato da molti decenni soprattutto come località balneare cittadina.[12]

### Sport
La maggiore e più nota associazione sportiva della città è il SV Motor 1949 Wolgast i cui sportivi, sotto la denominazione di BSG Motor Wolgast fino al 1990 ebbero molto successo nei campionati nazionali della DDR, gare sia individuali che a squadre, soprattutto nelle discipline del Judo del Kegeln e della Boxe. La squadra locale di Calcio FC Rot-Weiß Wolgast fu promossa tre volte (1963, 1977 e 1980) nel campionato di seconda serie della DDR.
Nel campo degli sport motoristici è attivo il MC Wolgast, che ebbe successo nei campionati nazionali della DDR. Lo Sportclub Wolgast, con il nome di Wolgast Vandals partecipa al campionato della Lega Orientale Tedesca di Football americano. Altri associazioni sportive a Wogast praticano, fra gli altri, la pesca sportiva, la pallamano, la canoa, l'equitazione, il canottaggio, il nuoto, la vela, il tiro a segno, la danza sportiva e l'immersione sportiva.

## Economia ed infrastrutture
Wolgast è la sede della regione amministrativa del Peenestrom e funge a questo fine da città capoluogo. Essa è inoltre sede di Tribunale, Ufficio del Lavoro, succursale dell'Agenzia per le attività sociali della Pomerania Anteriore Orientale, di Ospedale circondariale. Vi sono inoltre una scuola di musica, un'Università popolare, un ginnasio ed una scuola professionale, una biblioteca cittadina.
L'economia è incentrata sull'attività cantieristica della Peene-Werft con i suoi circa 800 addetti e quella dei suoi numerosi fornitori. In città è anche attivo un centro per l'avviamento di attività imprenditoriali. Wolgast è dotata di due porti. La Banca Popolare di Wogast ha la sua sede centrale nella città.

### Trasporti e comunicazioni

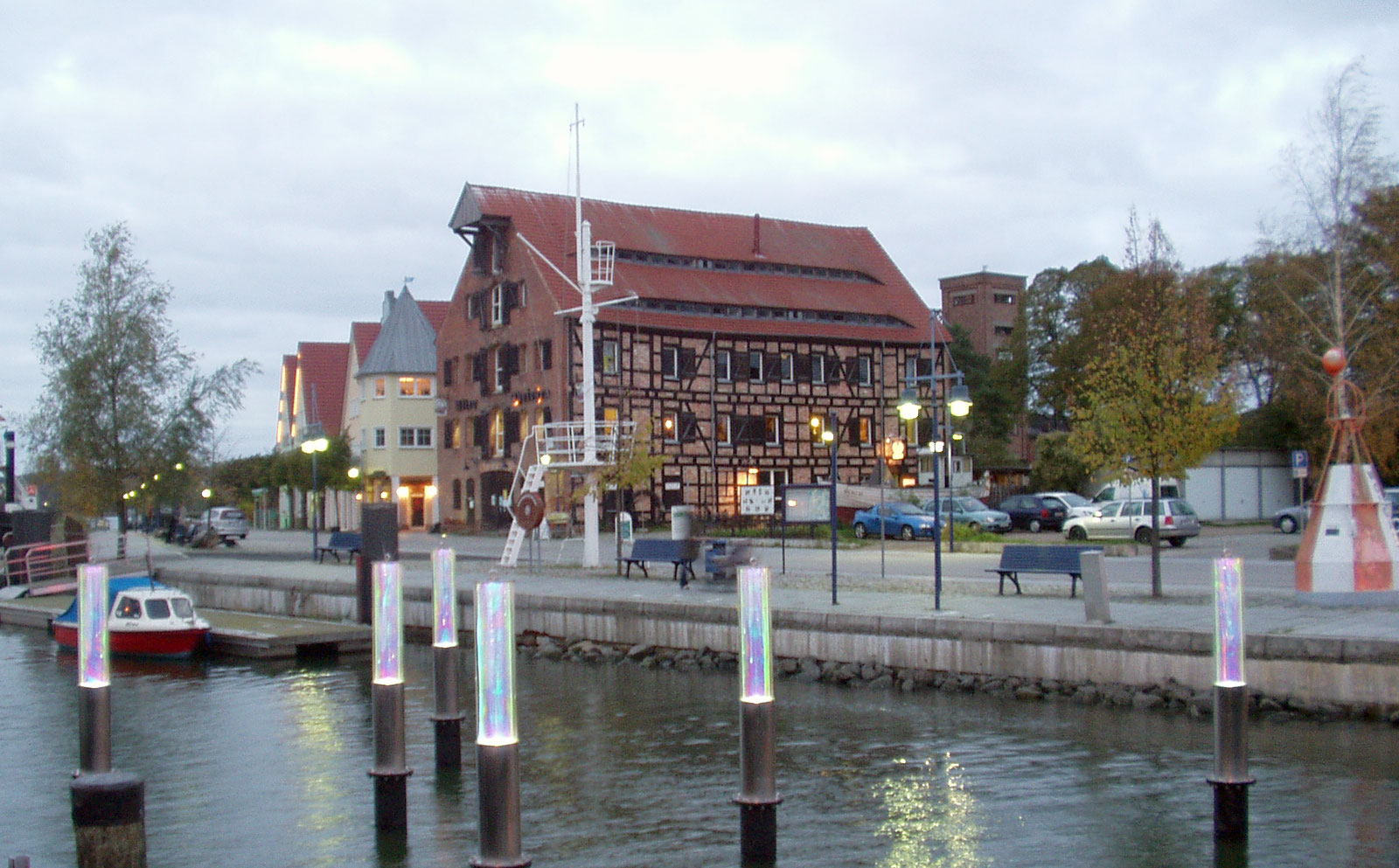
Il porto di Wolgast alla sera

Da Wolgast passa la strada federale 111, che attraversa la città provenendo dall'autostrada A20 e che porta all'isola di Usedom ed al confine polacco. Il ponte sul Peenestrom, inaugurato nel 1934 e fatto esplodere alla fine della seconda guerra mondiale, è stato ricostruito e riaperto al traffico nel 1950.
Dopo il 1990 iniziarono i lavori di ricostruzione che nel 1996 portarono ad un totale nuovo allestimento combinato di ponti stradali e ferroviari. In tal modo è ora possibile il collegamento ferroviario diretto attraverso l'isola di Usedom fino alla polacca Świnoujście (ted: Swinemünde), tramite il collegamento attivo fin dal 1863 Porto di Wolgast-Züssow.